# Комит Исаврии
Комит Исаврии (лат. comes per Isauriam) — командир полевой армии (комитат), расквартированной в провинции Исаврия. Его непосредственным начальником на момент составления Notitia dignitatum (около 400 года) являлся первый магистр презентальных войск Востока. Под командованием комита Исаврии находилось два подразделения: II Исаврийский легион и III Исаврийский легион.